# CTOL
CTOL – akronim od angielskiego Conventional Take-off and Landing używany w lotnictwie do określania samolotu o konwencjonalnym sposobie startu i lądowania. Zazwyczaj używa się tego skrótu do podkreślenia, że samolot nie posiada specjalnych własności, np. krótkiego startu.
Skrót ten został wprowadzony po pojawieniu się pierwszych samolotów posiadających własność krótkiego bądź pionowego startu i lądowania, dla odróżnienia, że samoloty CTOL takich własności nie mają. Obecnie samoloty CTOL to praktycznie wszystkie liniowe samoloty pasażerskie, które nie muszą posiadać cech STOL lub VTOL ze względu na to, że używają znormalizowanych lotnisk z utwardzonymi pasami startowymi. Współczesne samoloty pasażerskie posiadają różne mechanizmy hamujące służące do skrócenia dobiegu samolotu, takie jak hamulce aerodynamiczne, hamulce cierne podwozia oraz odwracacze ciągu, które kierują gazy wylotowe w kierunku przeciwnym niż kierunek lotu. Są to jednak systemy, które, biorąc pod uwagę znaczną masę własną samolotu, nie skracają drogi hamowania na tyle, aby można je było zaliczyć do samolotów klasy STOL.